# 馮成能
馮成能（？—？），字子經，浙江寧波府慈谿縣人，民籍，明朝政治人物。

## 生平
嘉靖三十七年（1558年）戊午科浙江鄉試第四十名舉人。嘉靖三十八年（1559年）中式己未科會試第一百七十名，三甲第八十二名進士。授福州府推官，适叛兵五千行刼，成能扁舟抵寨，谕以祸福，即解散。四十一年十一月徵授刑科给事中，四十三年二月升兵科右，四十四年十二月升兵科左，隆庆元年二月升工科都给事中，二年正月擢湖广右参政。时金峝土官覃璧纵寇掠，成能集兵夜捣黒峝，火其营，遂擒之。升贵州按察使，水西安酋相攻，至噪入贵阳，成能召而谕之，即去。以二酋故从征金峝，素威服之也。六年五月迁四川右布政使，督府曾省吾征九丝都蛮贼，与总兵刘显相左，显按兵不动，成能请急赏其用事者，人人感奋，协谋袭破九丝，俘斩以万计，拓地千里，建武宁城凯旋，万历元年十二月升广东左布政使，以劳瘁卒于官。

## 家族
曾祖馮悳，義官；祖父馮度，驛丞；父馮德。前母羅氏；母丁氏。慈侍下。兄成名、成位。